# Bruno Solo
Pour les articles homonymes, voir Lassalle et Solo.
Bruno Lassalle, dit Bruno Solo, est un acteur, réalisateur, producteur, scénariste, journaliste et animateur de télévision français, né le 23 septembre 1964 à Paris.
En 2001, il se fait connaître dans la série télévisée humoristique Caméra Café, qui connaît un franc succès. 
Par la suite, il poursuit sa carrière dans la télévision, jouant dans des rôles dramatiques ou occupant le haut de l'affiche dans des séries policières comme Deux flics sur les docks.
En parallèle, il joue dans plusieurs productions cinématographiques, comme la série de films La Vérité si je mens ! : La Vérité si je mens ! (1997) , La Vérité si je mens ! 2 (2001), La Vérité si je mens ! 3 (2012).
Passionné d'Histoire, il présente l'émission La Guerre des trônes : La Véritable Histoire de l'Europe depuis 2017 sur France 5, et a écrit un livre, Les Visiteurs d’histoire, consacré à l’Histoire de France.

## Biographie

### Enfance et famille
Bruno Lassalle est né d'un père staffeur et d'une mère au foyer. Il a une sœur cadette, Cathy, scripte sur Caméra café.
Son père, « anarchiste libertaire, », est un cousin de Pierre Fournier, journaliste et dessinateur, instigateur du mouvement écologiste français, mort en 1973,.
Il vit avec ses parents dans le quartier du Marais, à Paris, et fréquente le lycée Victor-Hugo. Comme il s'étonne des conflits que partagent ses camarades de classe avec leurs parents, son père lui propose de faire avec lui un long voyage de trois mois aux États-Unis et au Mexique. Ce périple fondateur est à l'origine de sa « conscience sociale ».

### Carrière

#### Années 1990
Bruno Solo débute comme journaliste à Concert Magazine.[Quand ?][réf. souhaitée]
En 1990, Yvan Le Bolloc'h, animateur de l'émission Télé Zèbre, rencontre Bruno Solo alors que celui-ci est figurant dans le public. Ils animeront alors ensemble cette émission (Yvan Le Bolloc'h confiant le rôle d'« arbitre » à Bruno Solo). Ils présentent ensuite d'autres émissions par la suite, comme le Top 50 et Le Plein de super. Solo devient donc animateur de télévision à Canal+ (Top 50, de 1991 à 1993), puis sur TF1 avant d'embrasser la carrière d'acteur à partir de 1993.
En 1996, lors de sa participation à l'émission Fort Boyard (« spéciale animateurs »), il multiplie avec son équipe les bouffonneries durant les épreuves, dévoile en direct les secrets du jeu, ce qui en ralentit le rythme et provoque la colère de l'équipe de l'émission, notamment de son présentateur, Patrice Laffont. Cet épisode restera dans les annales du jeu.

#### Années 2000
En 2001, Bruno Solo forme un duo avec son ami Yvan Le Bolloc'h dans Caméra Café.
Ils rencontrent leur véritable succès à travers cette série télévisée comique lancée par la chaîne M6 (2001-2004). Solo y est co-auteur, mais incarne surtout l'un des deux anti-héros de la fiction, Hervé Dumont, délégué syndical, directeur des achats, couard et hypocrite, meilleur ami du commercial Jean-Claude Convenant, joué par Yvan Le Bolloc'h. La série connaît 281 épisodes diffusés jusqu'en 2004. Produits dérivés et adaptations vont prolonger cet univers à succès en dehors du petit écran.
Ainsi, la bande se retrouve au cinéma pour le long-métrage Espace Détente, sorti en 2005. Si les critiques sont très mitigées, le box-office est satisfaisant. Une suite, intitulée Le Séminaire, dévoilée en 2009 signera leur dernière apparition à l'écran. 
En 2010, Bruno Solo essaie de relancer la marque à la télévision, avec une nouvelle équipe de comédiens. Mais ce Caméra Café 2 : La Boîte du dessus, mené par un Arnaud Ducret alors inconnu, est un échec d'audience et finit par être déprogrammée au bout de trois mois, malgré les 120 épisodes déjà réalisés.
Dans des films d'animation, il est la voix de Lou dans Comme chiens et chats (2001) ou de Ratso dans Le Vilain Petit Canard et moi (2006).
Bruno Solo est associé pour 5 % aux programmes de la société de production de télévision CALT, notamment pour la série Kaamelott d'Alexandre Astier pour M6. Il fait une brève apparition dans la série, le temps d'un épisode du Livre II, dans lequel il incarne un porte-drapeau incompétent.
En 2007, il participe à l'émission à succès Rendez-vous en terre inconnue. Avec l'animateur Frédéric Lopez, il part en Mongolie.

#### Années 2010

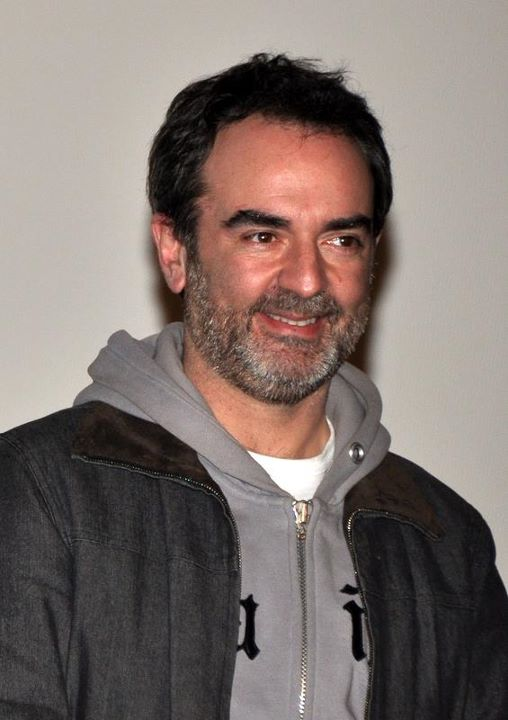
Bruno Solo en 2012, à l'avant première du film La Vérité si je mens ! 3.

Dans la foulée du succès Caméra Café, Bruno Solo va participer à plusieurs films : en 2010, il tient un second rôle dans l'ambitieux 600 kilos d'or pur, écrit et réalisé par Éric Besnard. Il fait aussi partie des comédies de bande Au bistro du coin (2012), de Charles Nemes, La Vérité si je mens ! 3 (2012), de Thomas Gilou et Brèves de comptoir (2014), de Jean-Michel Ribes. Il joue aussi le rôle de François dans le film dramatique indépendant Être réalisé par Fara Sene.
Mais c'est à la télévision qu'il parvient à rebondir durablement : sur France 2, il surprend dans un premier rôle dramatique dès 2009 : dans le téléfilm Jusqu'à l'enfer, il joue un professeur de mathématiques solitaire, coupable idéal lors d'une affaire de meurtre. Puis, en 2011, le service public lui renouvelle sa confiance quand il prête ses traits à Pierre Mendès France pour le téléfilm historique Accusé Mendès France de Laurent Heynemann.
Il revient la même année dans un premier rôle régulier à la télévision : il partage l'affiche de la série policière Deux flics sur les docks avec Jean-Marc Barr. Il jouera le rôle du capitaine Paul Winckler durant une douzaine d'épisodes diffusés jusqu'en 2016 sur France 2.

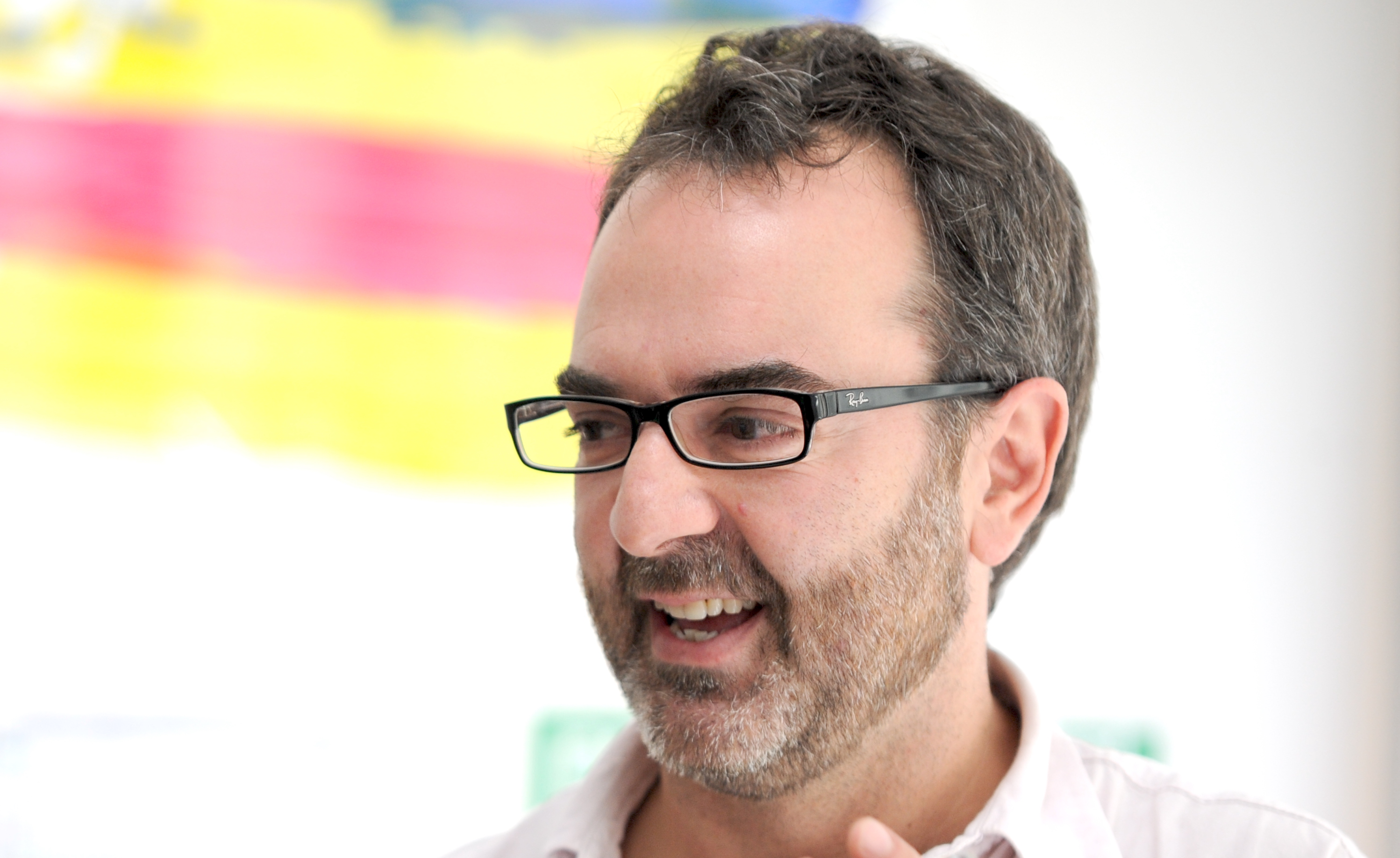
Bruno Solo, le 07 juillet 2010 à Paris.

Parallèlement à cet engagement, il participe à différents projets de France Télévisions : en 2012, il partage l'affiche du téléfilm Meurtres à Saint-Malo avec Louise Monot ; en 2013, il a pour partenaire Aïssa Maïga pour le téléfilm thriller Mortel Été ; durant les étés 2014 et 2015, il revient à l'humour pour incarner un père de famille moyen dans la série Hôtel de la plage ; en 2015, il donne la réplique à Jean-Pierre Darroussin, pour le téléfilm historique La Mort d'Auguste ; en 2016, il apparaît dans un épisode de la série Marjorie, portée par Anne Charrier.
En 2012, il participe également à des séquences publicitaires pour la banque LCL,.
En 2017, il retrouve le réalisateur de Deux flics sur les docks pour tenir le premier rôle d'une mini-série policière, L'Accident.

#### Années 2020
En 2020, il apparaît dans une publicité pour des gambas de la marque Pescanova.
En 2024, il participe à l'émission Les Traîtres, en compagnie, entre autres, de Laurent Ruquier, Stomy Bugsy et Sylvie Tellier, animée par l'humoriste et magicien Eric Antoine.
En 2025, il rejoint le casting de la nouvelle série quotidienne de M6, Nouveau jour aux cotées d'Helena Noguerra et Laëtitia Milot.

### Centres d'intérêt
Passionné d'histoire, ainsi qu'il en témoigne dans l'émission Le cours de l'histoire sur France Culture, il a publié, en 2021, Les Visiteurs d’histoire, livre qui montre une approche documentée, humoristique et non conformiste de l’Histoire de France.
Cet intérêt pour l'Histoire attire l'attention de la direction de France 5 qui lui propose de participer à la création d'une série télévisée historique, La Guerre des trônes : La Véritable Histoire de l'Europe, qu'il présente depuis 2017.

### Engagements

#### Politiques
Bruno Solo témoigne de son soutien au Front de gauche aux élections européennes de 2009.
En 2014, il se déclare désespéré par l'état du monde politique et envisage alors de ne plus voter aux élections. En juillet de la même année, il est victime d'une agression en marge d'une manifestation du mouvement Jour de colère à laquelle prenaient part des individus d'horizons divers : « Il y avait des gens de Civitas, des skinheads, des blacks, des blancs, des beurs, des mecs de l'ultragauche, des punks à chien complètement perdus. » Il explique avoir été traité de « sale youpin » (bien qu'il ne soit pas juif) par un groupe de personnes et avoir risqué un « lynchage ».
En 2017, il fait partie des signataires d'une tribune de Juliette Méadel, appelant à faire barrage à Marine Le Pen lors du second tour de l'élection présidentielle et à soutenir ainsi Emmanuel Macron.
Il soutient la candidature de Sandrine Rousseau à la primaire de l'écologie de 2021 en vue de l'élection présidentielle de 2022,. Il soutient finalement l'Union populaire et son candidat, Jean-Luc Mélenchon.

#### Caritatifs
Il est ambassadeur de l'association fédérative La Voix de l'enfant et de l'association humanitaire 1 pour tous, tous pour l'Autisme[réf. nécessaire]. Bruno Solo est également le parrain de la Fondation Perce-Neige.

#### Pour l'environnement
Il fut l'un des parrains de l'opération « Villa Déchets », conçue pour sensibiliser à la prévention contre les déchets à Nantes, menée en 2010 par Frédéric Tabary aux côtés de nombreuses autres personnalités telles que Delphine Depardieu, Florian Hessique et Tom Novembre.

#### Vie privée
Il est marié à Véronique Clochepin, ils ont deux enfants Tom et Angèle.

## Filmographie

### Acteur

#### Cinéma
- 1995 : Tom est tout seul de Fabien Onteniente : Bruno
- 1997 : La Vérité si je mens ! de Thomas Gilou : Yvan Touati
- 1997 : Les Sœurs Soleil de Jeannot Szwarc : Rud
- 1997 : Mauvais Genre de Laurent Bénégui : Dr Belhas
- 1998 : Grève party de Fabien Onteniente : Ange
- 1998 : Les Fans de Francis Duquet : lui-même (court-métrage)
- 1999 : Restons groupés de Jean-Paul Salomé : Jeff
- 1999 : Mille bornes d'Alain Beigel : Jean
- 1999 : L'Homme de ma vie de Stéphane Kurc : Simon
- 2000 : Jet Set de Fabien Onteniente : Jimmy
- 2001 : La Vérité si je mens ! 2 de Thomas Gilou : Yvan Touati
- 2003 : Rien que du bonheur de Denis Parent : Désiré Loncle
- 2003 : Les Clefs de bagnole de Laurent Baffie : lui-même
- 2003 : Livraison à domicile de Bruno Delahaye : Ludo
- 2005 : La vie de Michel Muller est plus belle que la vôtre de Michel Muller : lui-même
- 2005 : Espace Détente d'Yvan Le Bolloc'h et lui-même : Hervé Dumont
- 2006 : Mon colonel de Laurent Herbiet : le commissaire Reidacher
- 2006 : Le Bénévole de Jean-Pierre Mocky : Jo
- 2007 : Pur Week-end d'Olivier Doran : François
- 2007 : 13 French Street de Jean-Pierre Mocky : Carré
- 2009 : Bancs publics (Versailles Rive-Droite) de Bruno Podalydès : le client à la truelle
- 2009 : Le Séminaire de Charles Nemes : Hervé Dumont
- 2009 : Lady Blood de Jean-Marc Vincent : le chauffeur de taxi
- 2010 : 600 kilos d'or pur d'Éric Besnard : Rémi
- 2011 : Au bistro du coin de Charles Nemes : Samuel Van Herzel
- 2011 : HH, Hitler à Hollywood de Frédéric Sojcher : lui-même
- 2012 : La Vérité si je mens ! 3 de Thomas Gilou : Yvan Touati
- 2014 : Un homme d'État de Pierre Courrège : Sébastien Leyrac
- 2014 : Brèves de comptoir de Jean-Michel Ribes : Bolo
- 2014 : Être de Fara Sene : François
- 2021 : Flashback de Caroline Vigneaux : Aristide Briand
- 2022 : Sans toi de Sophie Guillemin

#### Télévision
- 1990 : Télé Zèbre : animateur (Antenne 2)
- 1991-1993 : Top Albums et Top 50 : animateur (Canal+)
- 1993-1994 : Le Plein de super : animateur (Canal+)
- 1995 : On n'est pas couché : animateur (TF1)
- 1996 : Fort Boyard : participant (France 2)
- 1996 : Chassés-croisés de Denys Granier-Deferre : Jacky
- 1998 : H : Philippe (saison 1, épisode 3)
- 1999 : Tombé du nid d'Édouard Molinaro : Yvon Audrieux
- 2001 : Nana d'Édouard Molinaro : le flic
- 2001-2004 : Caméra Café : Hervé Dumont (287 épisodes)
- 2002 : Madame sans gêne de Philippe de Broca : Napoléon Ier
- 2003 : Ça va déchirer ce soir ! (Prime time de Caméra Café) : Hervé Dumont
- 2003 : Macho blues de Jacques Akchoti : François Chollet
- 2005 : Kaamelott : le porte-drapeau (saison 2, épisode 89)
- 2006 : Camera Café en Italie : Hervé Dumont (1 épisode)
- 2007 : Mariage surprise d'Arnaud Sélignac : le responsable de la piscine
- 2007 : Rendez-vous en terre inconnue : participant (France 2)
- 2007 : Off Prime : lui-même (saison 1, épisode 9)
- 2007 : Le Canapé rouge de Marc Angelo : Maxime Senard
- 2009 : Jusqu'à l'enfer de Denis Malleval : Simon Andrieu
- 2010 : Fais pas ci, fais pas ça : lui-même (saison 3, épisodes 3, 4 et 5)
- 2010 : Caméra Café 2 : Hervé Dumont (2 épisodes)
- 2010 : Fortune (saison 1, épisode 7)
- 2011 : Accusé Mendès France de Laurent Heynemann : Pierre Mendès France
- 2011 : Deux flics sur les docks d'Edwin Baily : le capitaine Paul Winckler (épisodes Les anges brisés et Lignes blanches)
- 2011 : La Nouvelle Blanche-Neige de Laurent Bénégui : le commissaire
- 2012 : Scènes de ménages : Michel
- 2012 : Deux flics sur les docks d'Edwin Baily : le capitaine Paul Winckler (épisodes  Mauvaise pente et Du sang et du miel)
- 2013 : Meurtres à Saint-Malo de Lionel Bailliu : Éric Vautier
- 2013 : Myster Mocky présente de Jean-Pierre Mocky : Bill William (saison 3)
- 2013 : Mortel été de Denis Malleval : Simon
- 2013 : Deux flics sur les docks d'Edwin Baily : le capitaine Paul Winckler (épisodes La nuit du naufrage et Coups sur coups)
- 2013 : What Ze Teuf (1 épisode)
- 2014 : Deux flics sur les docks d'Edwin Baily : le capitaine Paul Winckler (épisodes Une si jolie mort et Chapelle ardente)
- 2014-2015 : Hôtel de la plage de Christian Merret-Palmair : Paul
- 2015 : Peplum de Philippe Lefebvre : le sénateur conspirateur
- 2015 : Deux flics sur les docks d'Edwin Baily : le capitaine Paul Winckler (épisodes Longue distance et Visa pour l'enfer)
- 2015 : La Mort d'Auguste de Denis Malleval : Bernard Mature
- 2016 : La Face de Marc Rivière : Paul Berthier
- 2016 : Marjorie : Grégoire (épisode 2)
- 2016 : Deux flics sur les docks d'Edwin Baily : le capitaine Paul Winckler (épisodes Justices et Amours mortes)
- 2017 : L'Accident d'Edwin Baily : Gabriel Cauvy
- 2017 : Caïn : Antoine Dupré (saison 6, épisode 1)
- Depuis 2017 : La Guerre des trônes, la véritable histoire de l'Europe : animateur (France 5)
- 2018 : Crimes parfaits d'Emmanuel Rigaut : David Pasquier (saison 2, épisode 5 : Étoile filante)
- 2019 : Un avion sans elle de Jean-Marc Rudnicki : Jacques Monod
- 2019 : L'Enfant que je n'attendais pas de Bruno Garcia : Laurent
- 2019 : Cassandre : Franck Servaz (saison 4, épisode 3 : La rançon du silence)
- 2020 : L'Art du crime (saison 4, épisode 2 : Danse de sang)
- 2020 : Grand Hôtel de Yann Samuell et Jérémy Minui : Benjamin Marchand
- 2021 : L'École de la vie d'Elsa Bennett et Hippolyte Dard : Marc de Castrie
- 2021 : Crimes parfaits de Delphine Lemoine : Xavier Lacombes (saison 3, épisodes 11 : Sur un arbre perché et 12 : Contre vents et marées)
- 2021 : La Dernière partie de Ludovic Colbeau-Justin : Jean-Phi
- 2022 : Ouija, un été meurtrier de Thomas Bourguignon : Pierre Seguin
- 2023 : Caméra Café, 20 ans déjà d'Yvan Le Bolloc'h et lui même : Hervé Dumont
- 2023 : Nouveaux Meurtres à Saint-Malo de Lionel Bailliu : Éric Vautier
- 2023 : L'Incroyable Embouteillage de David Charhon
- 2023 : Le Voyageur : Major Calas (saison 2, épisode 6 : La Forêt perchée)
- 2023 : Tout cela je te le donnerai de Nicolas Guicheteau : Richard Saugier
- 2024  : Signalements d'Éric Métayer : Desprès
- 2024 : Disparition inquiétante de Sylvie Ayme : Patrice Manzetti (épisode 6 : Peur sur le campus)
- 2024 : Bellefond d'Emilie Barbault et Sarah Barbault : Philippe (épisode 3 : Succesion)
- 2024 : César Wagner d'Émilie et Sarah Barbault: Bruno Koehler (épisode 10 : Les raisins de la Koehler)
- 2025 : Nouveau jour (série) : Franck Lefebvre
- 2025 : O.P.J., épisode Malgré elle : Ruben Meyer
- 2026 : C'est qui le chef ? d'Aude Gogny-Goubert : Nicolas Pruvost

### Doublage

#### Cinéma
- 2001 : Comme chiens et chats de Lawrence Guterman : Lou
- 2006 : Le Vilain Petit Canard et moi de Michael Hegner et Karsten Kiilerich : Ratso
- 2020 : Josep de Aurel : le gendarme

#### Télévision
- 2008-2009 : Eliot Kid : voix additionnelles

### Clips
- 2002 : Kangourou nomade, du groupe N&SK
- 2003 : Manu Chao, du groupe Les Wampas
- 2011 : Chien et Chat, du groupe Glasgow

### Scénariste et/ou réalisateur
- 1998 : Grève party
- 2000 : Jet Set
- 2005 : Espace Détente (également réalisateur)
- 2023 : Lame de fond

### Créateur
- 2001-2003 : Caméra Café
- 2007 : Off Prime

## Théâtre
- 2007-2009 : Le Système Ribadier de Georges Feydeau, mise en scène Christian Bujeau, Théâtre Montparnasse, tournée
- 2011 : L'Ouest Solitaire de Martin McDonagh, mise en scène Ladislas Chollat, Théâtre Marigny
- 2012 : Inconnu à cette adresse de Kressmann Taylor, mise en scène Michèle Lévy-Bram, Théâtre Antoine
- 2012 : L'Ouest Solitaire de Martin McDonagh, mise en scène Ladislas Chollat, tournée
- 2012 : Nietzsche, le danseur philosophe, mise en scène Gérald Stehr, Festival de Grignan
- 2013 : La Station Champbaudet d'Eugène Labiche, mise en scène Ladislas Chollat, Théâtre Marigny
- 2013-2014 : Tilt! de Sébastien Thiéry, mise en scène Jean-Louis Benoît, Théâtre de Poche Montparnasse
- 2014 : Inconnu à cette adresse de Kressmann Taylor, mise en scène Michèle Lévy-Bram, Théâtre Antoine
- 2015 : Un petit jeu sans conséquence de Jean Dell et Gérald Sibleyras, mise en scène Ladislas Chollat, Théâtre de Paris
- 2016-2017 : L'Heureux élu d'Éric Assous, mise en scène Jean-Luc Moreau, Théâtre de la Madeleine
- 2018 : Baby de Jane Anderson, adaptation de Camille Japy, mise en scène Hélène Vincent, Théâtre de l'Atelier
  - Molières 2018 : nomination au Molière du comédien dans un second rôle
- 2020 : 10 ans après de David Foenkinos, mise en scène Nicolas Briançon, Théâtre de Paris
- 2024 : Le Dîner de Herman Koch, mise en scène Catherine Schaub, théâtre de l'Atelier

## Publicités
- Seloger.com[29]
- La Poste[30]
- LCL[31]
- Renault[32]
- Gambas bio Pescanova[17]

## Publications
- Caméra Café : Le Guide du bonheur en entreprise, M6 Éditions, coll. « C'est à la télé », 2003, 250 p. (ISBN 978-2-915127-00-3)
- Avec Yvan Le Bolloc'h et Alain Kappauf, Caméra Café : Tome 1, Les textes, Robert Laffont, coll. « C'est à la télé », 2005, 320 p. (ISBN 978-2-221-10478-1)
- Avec Yvan Le Bolloc'h et Alain Kappauf, Caméra Café : Tome 2, Les textes, Robert Laffont, coll. « C'est à la télé », 2005, 344 p. (ISBN 978-2-2211-0479-8)
- Les Anecdotes les plus drôles du cinéma, Paris, Le Cherche midi, coll. « Les Pensées », 2010, 204 p. (ISBN 978-2-7491-1269-5)
- Petites et grandes histoires du cinéma, Paris, Le Cherche midi, coll. « Le Sens de l'humour », 2014, 224 p. (ISBN 978-2-7491-2327-1)
- Les Visiteurs d’histoire. Quand l’histoire de France s’invite chez moi, Éditions du Rocher, 2021[6]
- Le voyageur d'Histoire. Quand l’histoire éclaire mes voyages, Éditions du Rocher, 2023

### Préfaces
- Jack Horta (préf. Bruno Solo), Poker mode d'emploi, Paris, Hugo Sport, 2007, 172 p. (ISBN 978-2-7556-0157-2)
- Georges Simenon (préf. Bruno Solo), Tout Maigret, t. 5, Omnibus, 2019 (ISBN 978-2-258-15046-1)

### Radio
- Xavier Mauduit, « Fou d'histoire : Bruno Solo », sur France Culture, Le cours de l'histoire, 1er octobre 2021